# 小耙小褐鱈
小耙小褐鱈，為輻鰭魚綱鱈形目稚鱈科的其中一種，分布於東太平洋美國加州北部至厄瓜多海域，為深海魚類，深度128-523公尺，體長可達20公分，棲息在底層水域，生活習性不明。

## 扩展阅读
維基物種上的相關：小耙小褐鱈